# Д’Асколи, Эмиддио Дортелли
Эмиддио Дортелли д’Асколи (XVI век, Асколи-Пичено, Марке — не ранее 1634) — католический монах Доминиканского ордена, глава доминиканской миссии в Каффе в 1624—1634 годах, автор «Описания Чёрного моря и Татарии», составленного в 1634 году.

## Биография
Данные о д’Асколи ограничиваются преимущественно тем, что можно почерпнуть из его сочинения. Дортелли был уроженцем итальянского города Асколи; в Италии есть два города с таким названием, один из которых находится в Марке, а меньший по размерам — в Апулии. А. Л. Бертье-Далагарди считал, что Дортелли был родом из Асколи, находящегося в Марке, но это предположение не находит подтверждений в особенностях итальянской речи автора «Описания Чёрного моря и Татарии». Нет сведений о времени рождения и смерти Дортелли д’Асколи. Предположительно он родился в последние десятилетия XVI века, поскольку к 1621 году он уже должен был быть достаточно зрелым, чтобы стать во главе самостоятельной миссии.
Дортелли д’Асколи владел греческим, турецким и крымско-татарским, армянским языками, которые были распространены среди населения Крыма. Дортелли использовал своё пребывание в Каффе для изучения различных местностей Северного Причерноморья. Не довольствуясь теми сведениями, которые он мог собрать в самой Каффе и Крыму, Дортелли, как это он сам отмечает, «имел неоднократно случаи совершать плавания по Чёрному морю» и ознакомиться с прилегающими к нему областями.

## «Описание Чёрного моря и Татарии»
Труд Дортелли свидетельствует о близком знакомстве с предметом и в ряде случаев представляет собой результат непосредственных наблюдений и впечатлений. Изучая Причерноморье, Дортелли имел в виду интересы не только католической церкви, но и итальянской коммерции. Важное место в сочинении занимают сведения коммерческого характера. Имеется обстоятельный обзор черноморских портов и гаваней, природных богатств Причерноморья и характеристики важнейших статей черноморской торговли. Дортелли уделяет внимание также этнографическим и историческим вопросам. Это обстоятельство он оговаривает в начале своей книги. «Хотя моему званию несвойственно заниматься историческими изысканиями и описаниями местностей, тем не менее, я… счёл не лишним удовлетворить любознательность желающих иметь сведения о вышеупомянутых странах и потому отписал эту книгу».
Придавая своему сочинению преимущественно светский характер, Дортелли почти не касается в нём вопросов религии. Это он объясняет тем, что ранее «уже составил пространный словарь со всякими именами, глаголами, наречиями, изречениями, описаниями обрядов, вопросами и необходимыми ответами, касательно души и святой церкви на четырёх языках: итальянском, греческом, турецком и армянском, для восточных миссионеров; написал краткий свод всех тех догматов, которые были противны учению святой римско-католической церкви, с их основами и опровержениями оных, знание которых необходимо для тех же миссионеров». Благодаря тому, что Дортелли посвятил задачам католической пропаганды на Востоке другие сочинения, он смог остановиться в «Описании Чёрного моря и Татарии» на экономических и историко-этнографических вопросах. Это сочинение отличается широким подходом к описанию различных сторон жизни местного населения.